# Couronnes (Métro Paris)

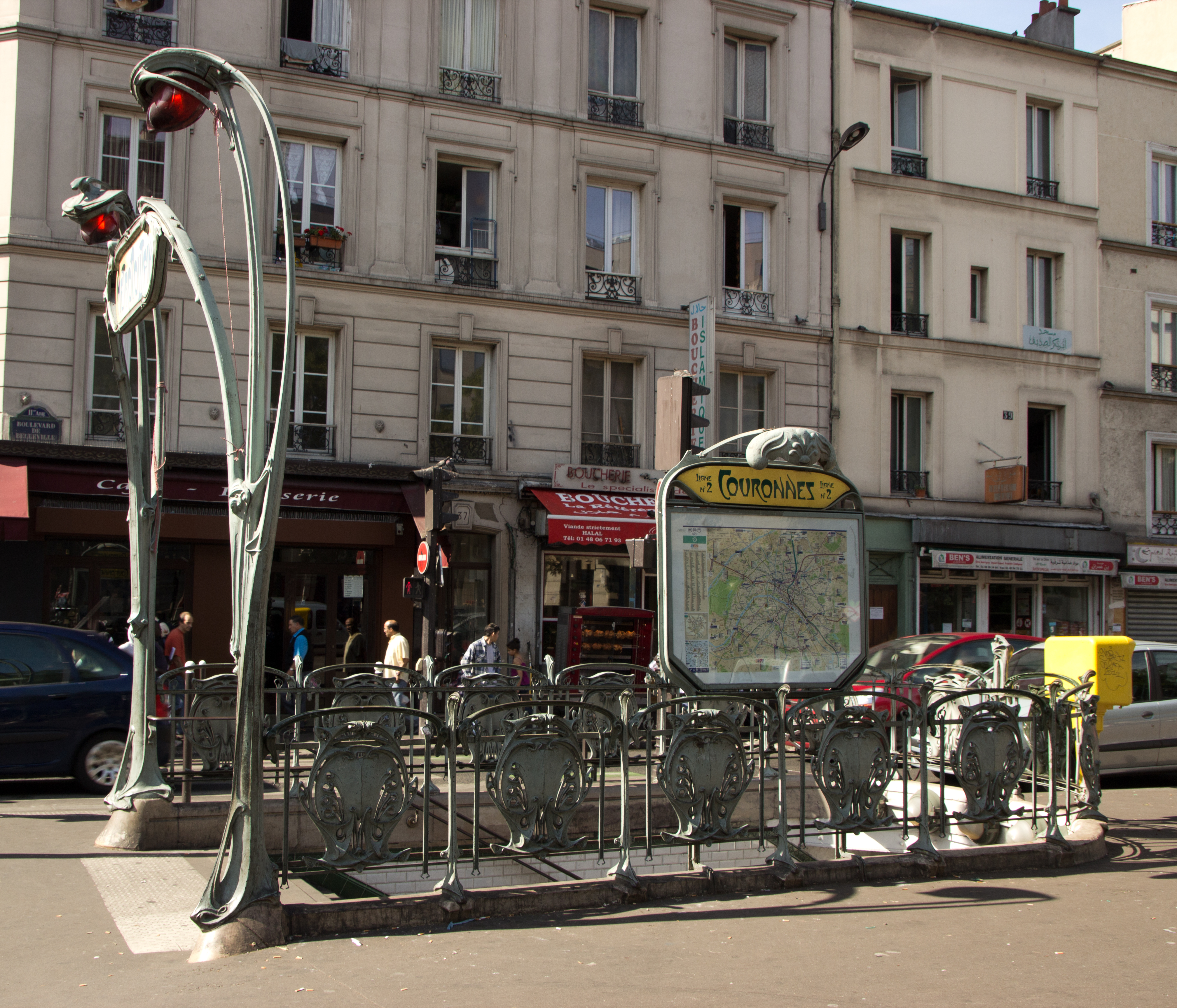
Von Hector Guimard im Stil des Art nouveau entworfener Zugang

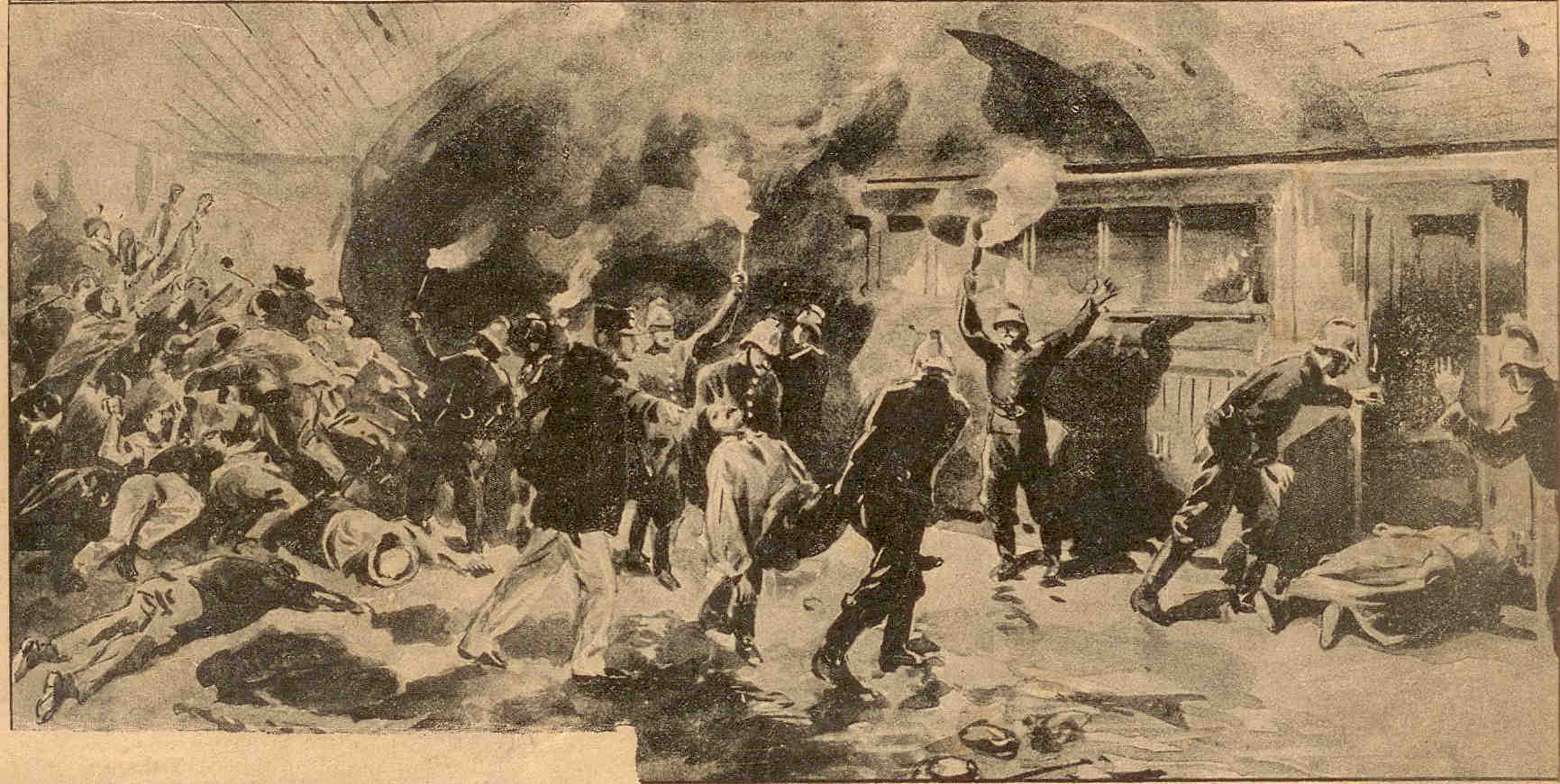
Illustration des Auffindens der Toten in einer Zeitung vom 16. August 1903

Der U-Bahnhof Couronnes [kuʁɔn] ist eine unterirdische Station der Linie 2 der Pariser Métro.

## Lage
Die Station befindet sich an der Grenze des Quartier de la Folie-Méricourt im 11. Arrondissement mit dem Quartier de Belleville im 20. Arrondissement von Paris. Sie liegt längs unter dem Boulevard de Belleville in Höhe des kreuzenden Straßenzugs Rue Jean-Pierre Timbaud – Rue des Couronnes.

## Name
Namengebend ist die Rue des Couronnes. Für die Herkunft deren Namens gibt es zwei Theorien: Vermutlich geht er auf eine ehemalige Örtlichkeit namens Les Couronnes-sous-Savies zurück, aber auch ein Restaurant namens Trois Couronnes (dt.: Drei Kronen) könnte Namenspate gewesen sein.

## Geschichte und Beschreibung
Die Station wurde am 31. Januar 1903 von der Compagnie du chemin de fer métropolitain de Paris (CMP) eröffnet, als die Verlängerung deren Linie 2 von Anvers nach Bagnolet (seit 1970: Alexandre Dumas) in Betrieb genommen wurde.
Am 10. August 1903 ereignete sich in der Station der bisher schwerste Unfall der Pariser Métro. Ein Feuer in einem in die nächste Station Ménilmontant geschobenen Leerzugs aus acht Wagen war außer Kontrolle geraten, dichter Rauch bewegte sich in Richtung Couronnes. Viele Fahrgäste des dort haltenden nachfolgenden, überfüllten Vier-Wagen-Zugs weigerten sich, der Aufforderung des Personals zu folgen und die Fahrzeuge zu verlassen, da sie den Fahrpreis zurückerstattet haben wollten. Gegen 20 Uhr fiel die Beleuchtung aus, zugleich erreichte der schwarze Rauch die Station und hüllte sie in Dunkelheit. Panik brach aus, viele der vor dem Rauch fliehenden Menschen rannten in die dem Ausgang entgegengesetzte Richtung. Dort wurden am Bahnsteigende ca. 50 aufeinanderliegende Leichen gefunden, weitere Personen erstickten im Tunnel und in der Schalterhalle. Insgesamt kamen in der Station Couronnes 75 Menschen ums Leben.
Am 29. Januar 1916 riss eine vom deutschen Luftschiff Nr. 79 abgeworfene Bombe ein Loch in die Gewölbedecke des Tunnels unweit der Station.
Die 75 m lange Station liegt unter einem weiß gefliesten elliptischen Deckengewölbe. Sie hat Seitenbahnsteige an zwei Streckengleisen und Seitenwände, die der Krümmung der Ellipse folgen. Der einzige Zugang liegt im Mittelstreifen des Boulevard de Belleville auf der Nordseite der o. g. Kreuzung, er weist das von Hector Guimard entworfene Art-nouveau-Dekor auf.

## Fahrzeuge

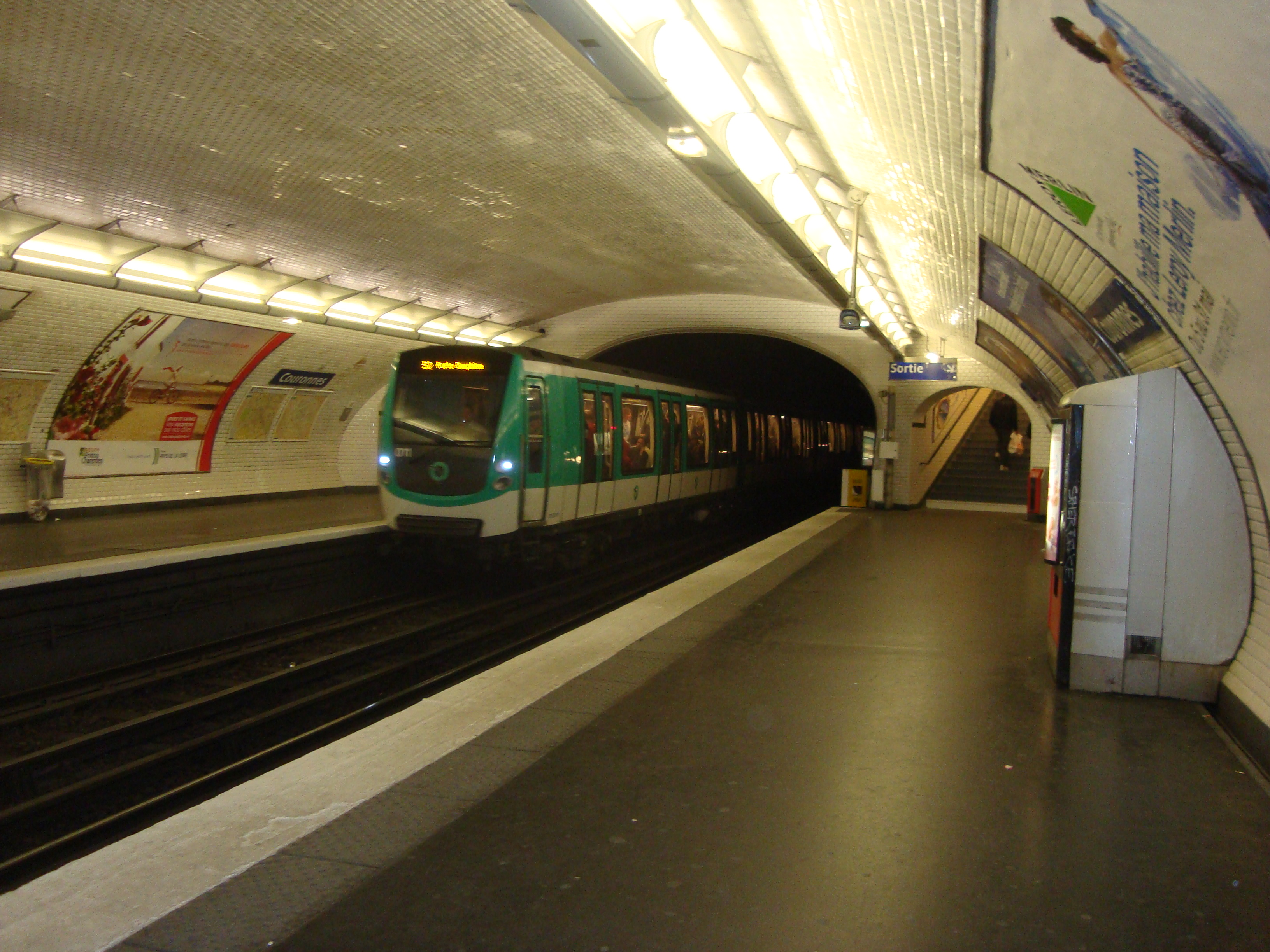
Von Nation einfahrender Zug der Baureihe MF 01

Auf der Linie 2 liefen zunächst kurze zweiachsige Fahrzeuge mit Holzaufbauten, die Züge bestanden aus einem Trieb- und drei Beiwagen bzw. sechs Beiwagen und einem Triebwagen an jedem Zugende. Von 1914 bis 1981 wurde die Linie von fünfteiligen, grün lackierten Sprague-Thomson-Zügen befahren. Da sie mittelfristig nicht auf gummibereifte Fahrzeuge umgestellt werden sollte, kam ab 1979 die Baureihe MF 67 auf die Strecke, die ihre Vorgänger innerhalb von zwei Jahren vollständig ablöste. Seit 2008 kommen Serienfahrzeuge der Baureihe MF 01 zum Einsatz, bis 2011 herrschte Mischverkehr mit den MF-67-Zügen.